# Galeries Lafayette (Dijon)
Les Galeries Lafayette sont un grand magasin situé à Dijon, au 41-49 rue de la Liberté. L'établissement appartient à la branche Galeries Lafayette/Nouvelles Galeries du Groupe Galeries Lafayette.
Le bâtiment se situe à l'angle de la rue de la Liberté et de la rue du Château. 

## Histoire

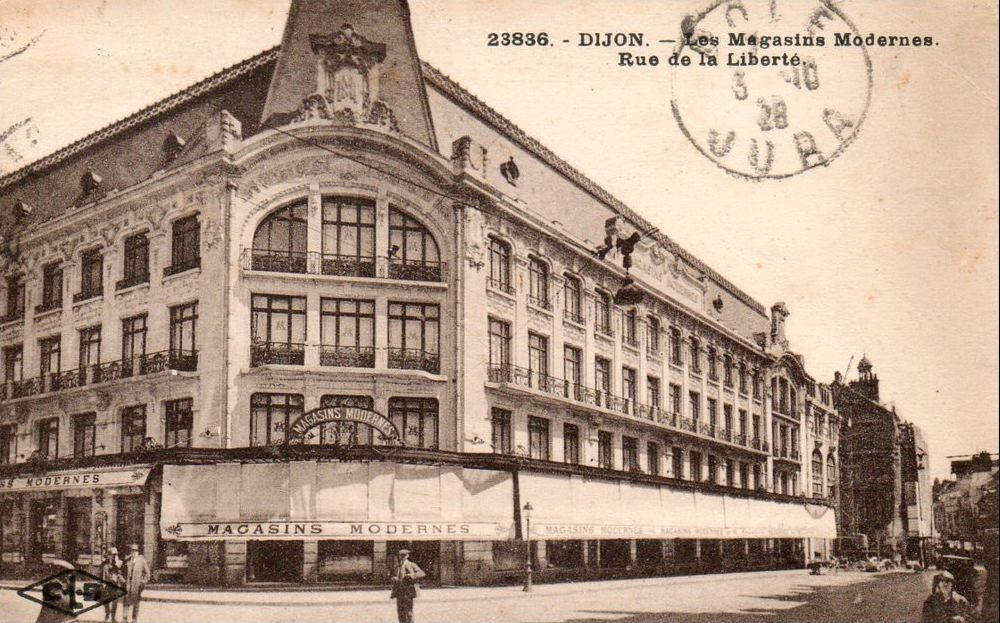
Les Magasins Modernes en 1924 ou 1925

À l'emplacement de cet immeuble s'élevait notamment une très ancienne hôtellerie, l'hôtel de la Galère. Celui-ci est détruit et, au terme d'un chantier commencé en 1922, l'entrepreneur dijonnais Guy Cunati élève un immeuble à l’angle des rues de la Liberté et du Château à Dijon, dans lequel les Magasins modernes sont inaugurés le 22 septembre 1924. L'édifice est l'œuvre de l'architecte Léon Lamaizière et de son fils et associé Marcel Lamaizière. En 1961, des escalators permettent d’accéder aux différents étages en plus des escaliers et de l'ascenseur déjà existants. À partir de 1964, on peut y acheter son pain, puis en 1969, sa viande. Le rayon parfumerie et habillement se développe entre 1976 et 1985. 
Au fil du temps, les Magasins modernes changent de propriétaires, et donc de nom : ils sont rachetés en 1955 par les Nouvelles Galeries, puis en décembre 1993 par la Société des Grands Magasins Galeries Lafayette.
De nos jours, le magasin comporte 7 600 m2. Le sous-sol est dédié aux vêtements pour enfants. Au rez-de-chaussée se trouvent de la maroquinerie, des accessoires pour femme, des produits de beauté, de la bijouterie et de l’horlogerie. Le premier étage est consacré à la mode homme. Le second étage est dédié à des vêtements homme et femme plus jeunes. Le troisième étage est consacré à la mode femme. Le quatrième étage est dédié à des objets pour la maison et à des produits gourmet. Des centaines de marques sont représentées, et le magasin reçoit plus d’1,5 million de visiteurs par an.

## Architecture
Les façades à trois étages sont percées de nombreuses fenêtres largement dimensionnées et elles sont ornées d'un décor sculpté inspiré du style Louis XVI, consistant notamment en grands cartouches et en guirlandes de fleurs. La haute toiture d'ardoise s'agrémente, sur le pan coupé et sur la partie longeant la rue de la Liberté, de frontons de pierre. Le fronton du pan coupé s'ornait initialement des initiales sculptées MM. L’intérieur du bâtiment est orné de ferronneries décorées de spirales stylisées qui traduisent l’influence du style Art déco. L'association d'un style inspiré du Louis XVI et du style Art déco traduit l’éclectisme.

## Cinéma
Le film Vaudeville, avec Guy Marchand et Marie-Christine Barrault, a été tourné en partie à Dijon en 1985, principalement au magasin du Pauvre Diable et aux Galeries Lafayette.

## Galerie

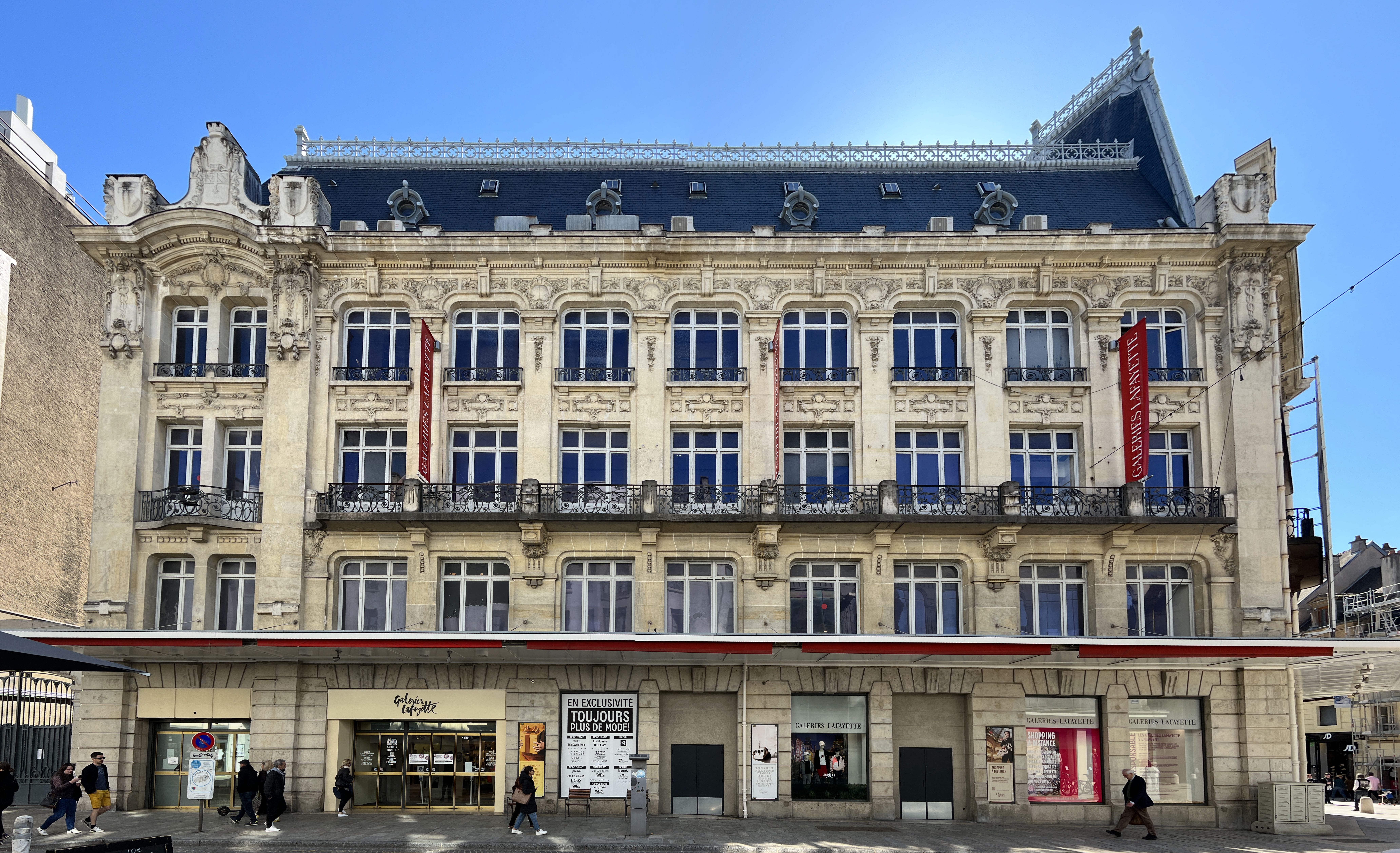
Façade rue du Château
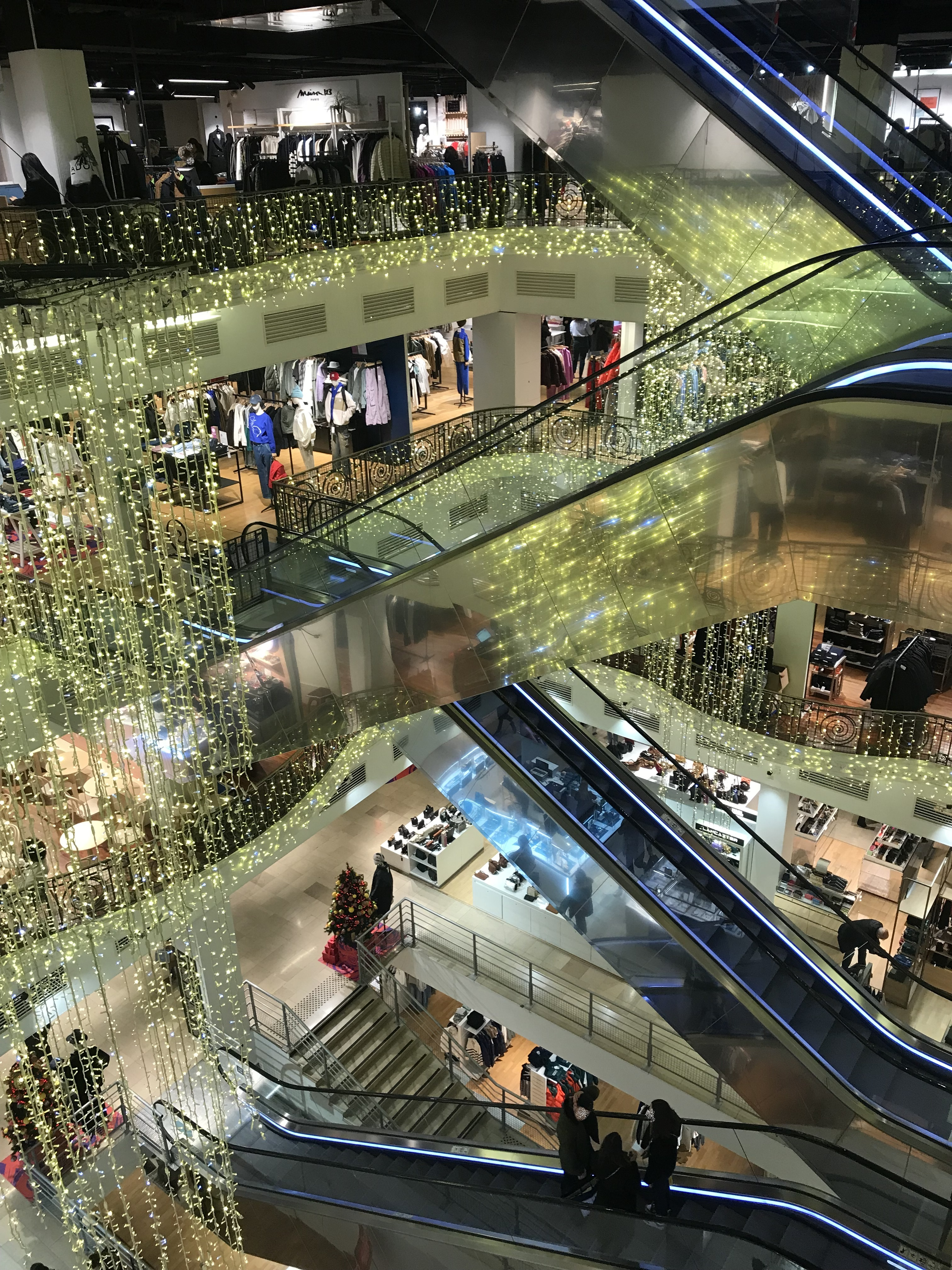
Intérieur des Galeries Lafayette
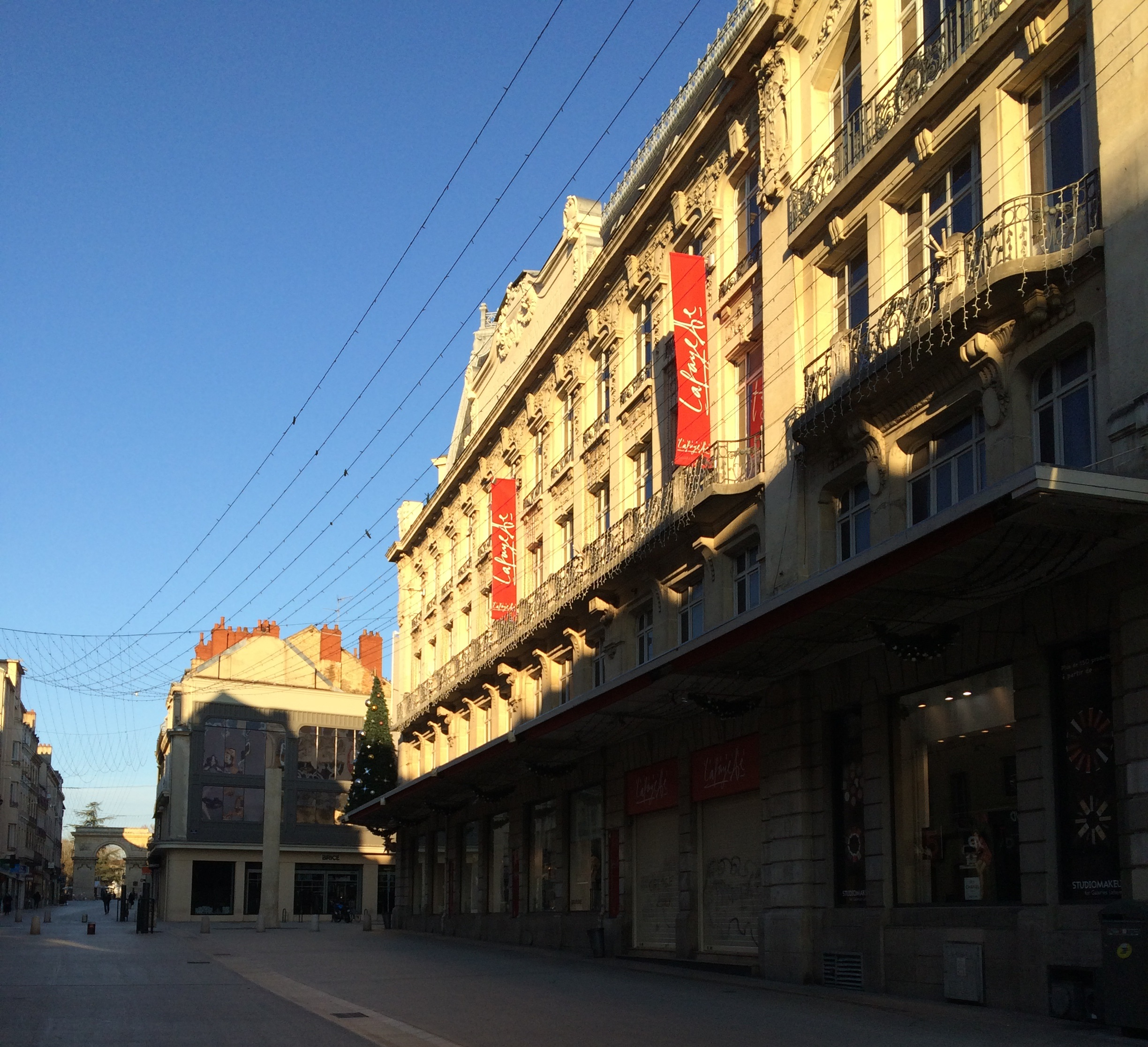
Façade rue de la Liberté